# 帕沃尔·比罗什
帕沃尔·比罗什（1953年4月1日—2020年8月12日），斯洛伐克男子足球运动员，司职后卫。他曾代表捷克斯洛伐克国家队参加1976年欧洲足球锦标赛，结果队伍获得冠军。